# ويليام كوربت
ويليام كوربت (بالفرنسية: Guillaume Corbet)‏ هو عسكري فرنسي، ولد في 17 يوليو 1779 في جمهورية أيرلندا، وتوفي في 12 أغسطس 1842.